# (1340) Yvette
(1340) Yvette – planetoida z grupy pasa głównego asteroid okrążająca Słońce w ciągu 5 lat i 244 dni w średniej odległości 3,18 au. Została odkryta 27 grudnia 1934 roku w Algiers Observatory w Algierze przez Louisa Boyera. Nazwa planetoidy pochodzi od imienia siostrzenicy odkrywcy. Przed jej nadaniem planetoida nosiła oznaczenie tymczasowe (1340) 1934 YA.